# 21546 Konermann
Tiểu hành tinh vành đai chính 21546 Konermann được đặt tên bởi NASA theo tên của nhà nghiên cứu Thụy Sĩ Silvana Konermann vì giải nhì y học trong cuộc thi Intel ISEF.